# Henry B. Anthony

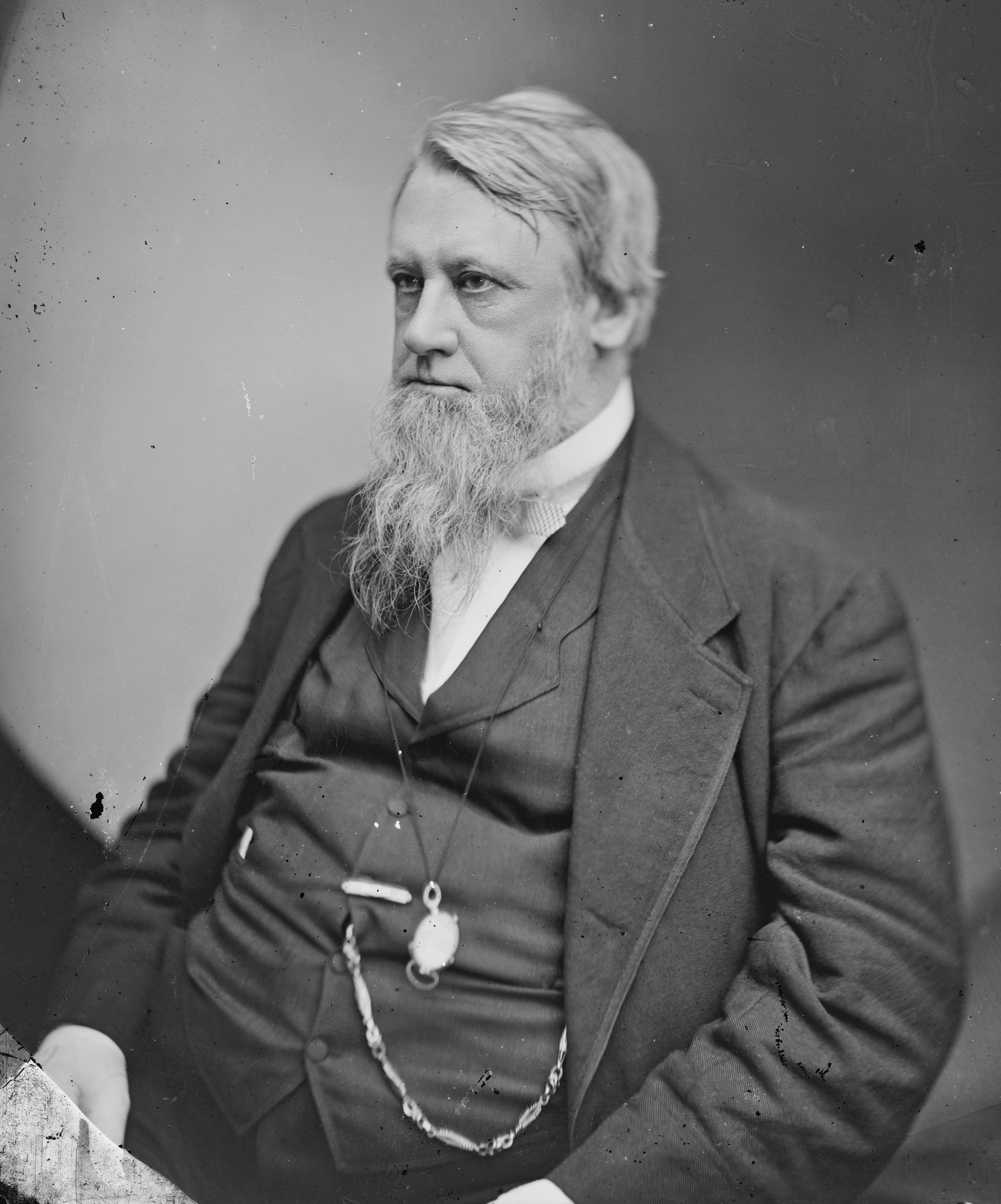
Henry B. Anthony

Henry Bowen Anthony (* 1. April 1815 in Coventry, Rhode Island; † 2. September 1884 in Providence, Rhode Island) war ein US-amerikanischer Politiker und von 1849 bis 1851 Gouverneur des Bundesstaates Rhode Island. Außerdem vertrat er seinen Staat zwischen 1859 und 1884 im US-Senat.

## Frühe Jahre
Henry Anthony war das vierte von sieben Kindern von William und Mary Anthony. Der Vater war ein reicher Betreiber einer Baumwollspinnerei. Henry wurde in privaten Schulen in seiner Heimat unterrichtet und studierte dann bis 1833 an der Brown University. Danach wurde er Verleger des "Providence Journal", eines anti-katholischen Blattes, das die Einwanderer aus Irland und die französischen Gemeinden in Kanada angriff. Später wurde Anthony Miteigentümer der Zeitung. Anthony kontrollierte dieses Blatt über 40 Jahre lang bis zu seinem Tod und neben seinen politischen Tätigkeiten.

## Aufstieg zum Gouverneur von Rhode Island
Anthony war Mitglied der Whig Party. Im Jahr 1849 wurde er mit einem anti-katholischen und anti-irischen Wahlprogramm zum neuen Gouverneur seines Staates gewählt. Nach einer Wiederwahl im Jahr 1850 konnte er dieses Amt zwischen dem 1. Mai 1849 und dem 6. Mai 1851 ausüben. In seiner Amtszeit wurde erstmals die Lehrerbesoldung im Haushaltsplan berücksichtigt. Anthony setzte sich auch für eine Reform des Schulsystems ein. Eine weitere Kandidatur lehnte Anthony im Jahr 1851 ab.

## Anthony als US-Senator
Nach der Auflösung seiner Partei trat Anthony den neu gegründeten Republikanern bei. Im Jahr 1858 wurde er als deren Kandidat in den US-Senat gewählt. Dort nahm er den Sitz von Philip Allen ein, der nach ihm auch Gouverneur von Rhode Island gewesen war. In den Jahren 1864, 1870, 1876 und 1882 wurde Anthony jeweils wiedergewählt. Damit war er seit dem 4. März 1859 bis zu seinem Tod am 2. September 1884 Mitglied des Senats. Anthony war ein Anhänger von Präsident Abraham Lincoln. Obwohl er eigentlich auch Präsident Andrew Johnson unterstützte, stimmte er doch als erster Senator während des Amtsenthebungsverfahrens gegen den Präsidenten für dessen Absetzung. Damit fügte er sich der Parteidoktrin, die am Ende aber doch scheiterte, weil sieben republikanische Senatoren für Johnson votierten und dadurch die notwendige Stimmenzahl zur Absetzung des Präsidenten um eine Stimme verfehlt wurde.
Während seiner Zeit im Senat war Anthony zweimal Präsident pro Tempore dieses Gremiums. Erstmals übte er diese Funktion zwischen 1869 und 1873 aus. Anfang 1875 übernahm er dieses Amt nochmals für knapp zwei Monate. Anthony war außerdem Vorsitzender der republikanischen Senatoren (Republican Conference) und Mitglied im Druckereiausschuss sowie dem Ausschuss, der sich mit Ansprüchen aus dem Unabhängigkeitskrieg beschäftigte. Zum Zeitpunkt seines Todes war er der dienstälteste US-Senator. Henry Anthony war seit 1837 mit Sarah Aborn Rhodes verheiratet, die aber schon 1854 verstarb.